# Betonica
- Commons
- Wikispecies

Betonica L. (betónica) é um gênero botânico da família Lamiaceae

## Sinonímia
- Stachys L.

## Principais espécies
- Betonica annua
- Betonica grandiflora
- Betonica macrantha
- Betonica officinalis
- «Lista completa»

## Classificação do gênero
| Sistema | Classificação                        | Referência               |
| ------- | ------------------------------------ | ------------------------ |
| Linné   | Classe Didynamia, ordem Gymnospermia | Species plantarum (1753) |